# Saint-Léopardin-d'Augy
Saint-Léopardin-d'Augy is een gemeente in het Franse departement Allier (regio Auvergne-Rhône-Alpes) en telt 328 inwoners (1999). De plaats maakt deel uit van het arrondissement Moulins.

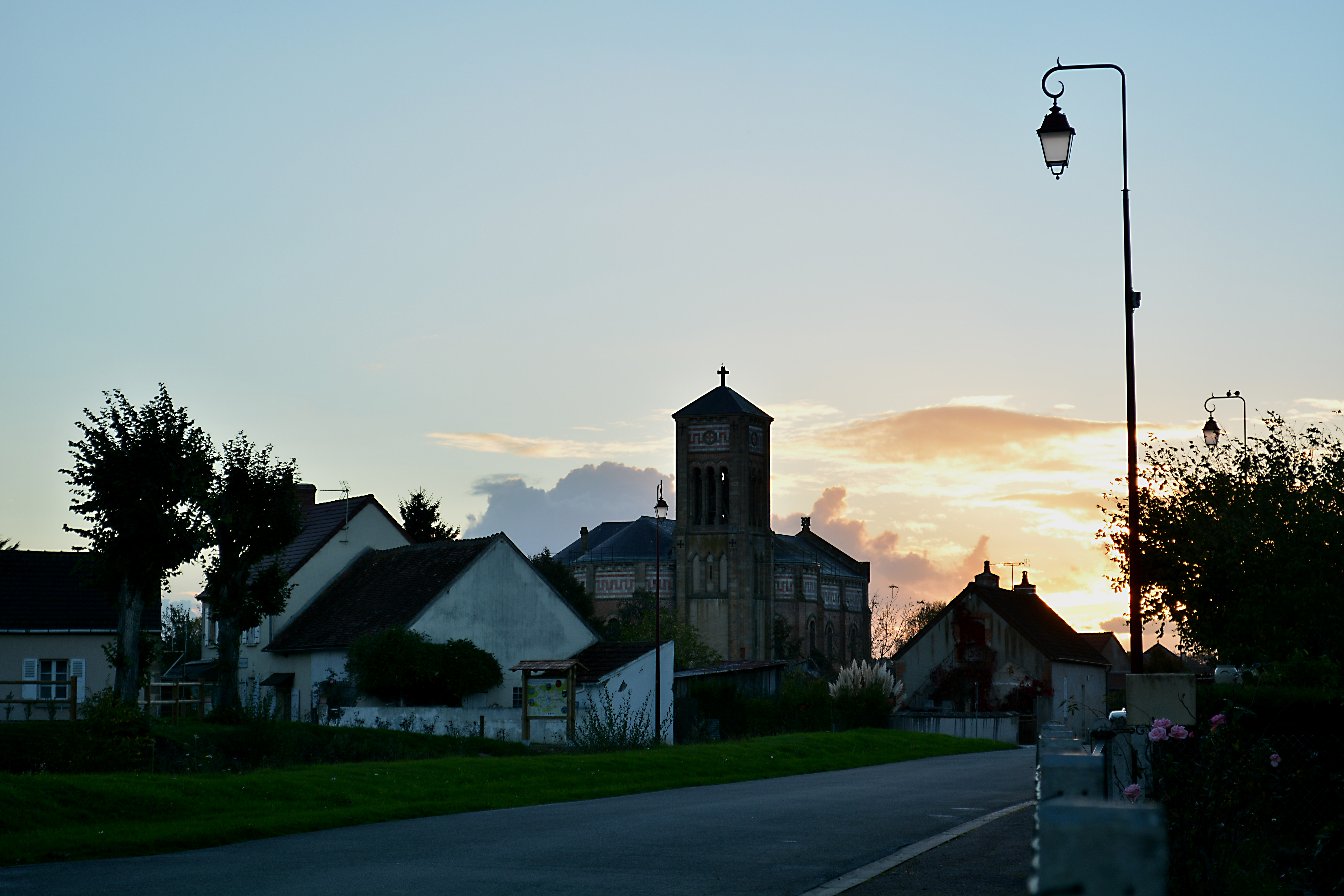
Saint-Léopardin-d'Augy
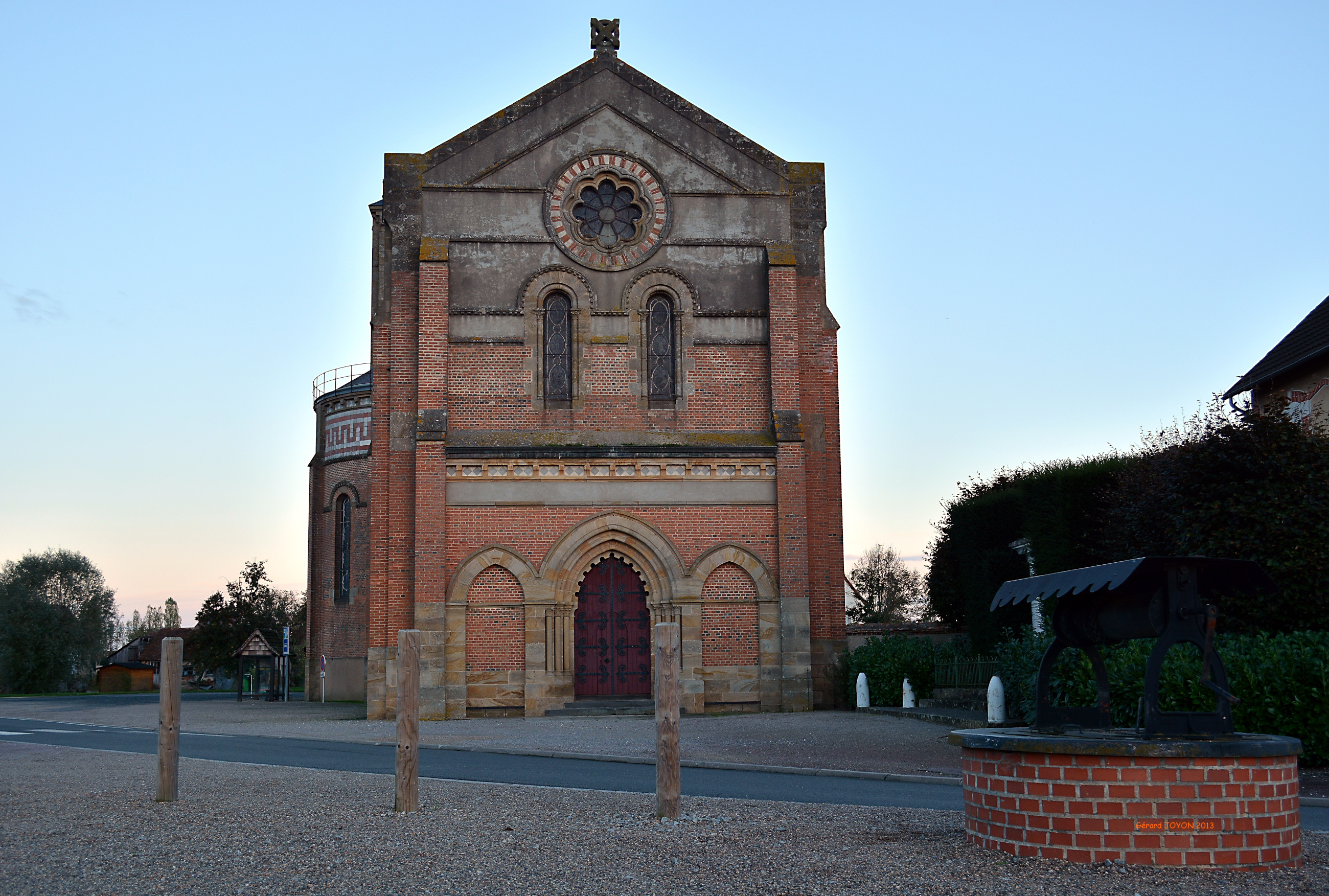
Kerk van Saint-Léopardin-d'Augy

## Geografie
De oppervlakte van Saint-Léopardin-d'Augy bedraagt 38,3 km², de bevolkingsdichtheid is 8,6 inwoners per km².
De onderstaande kaart toont de ligging van Saint-Léopardin-d'Augy met de belangrijkste infrastructuur en aangrenzende gemeenten.

## Demografie
Onderstaande figuur toont het verloop van het inwonertal (bron: INSEE-tellingen).
Vanwege een beveiligingsprobleem met de MediaWiki Graph-software is het momenteel niet mogelijk deze grafiek weer te geven. Zodra de software is bijgewerkt zal de grafiek vanzelf weer zichtbaar worden.